# تيمولاوس التدمري
تيمولاوس التدمري كان أحد النبلاء التدمريين العرب في القرن الثالث، وهو ابن ملك الملوك أذينة (حكم 252-267) والأغسطسية زنوبيا (حكم 267-272). لا يُعرف عنه الكثير، وكل المعلومات المتوفرة عنه تأتي من مجرد تكهنات. إن الشك حول وجوده كبير لدرجة أن بعض العلماء يحاولون ربطه بوهب اللات (حكم في الفترة من 267 إلى 272)، وهو أحد أبناء أذينة وزنوبيا، باعتبراهما نفس الشخص. يعتقد بعض المؤلفين أنه فرد تم اختلاقه تاريخ أوغستا، المصدر التاريخي الوحيد الذي يستشهد به، ويتكهن البعض بأنه في الواقع شخصية تاريخية تناساها التاريخ. يظهر فقط في عام 267، وقت اغتيال والده.

## العائلة

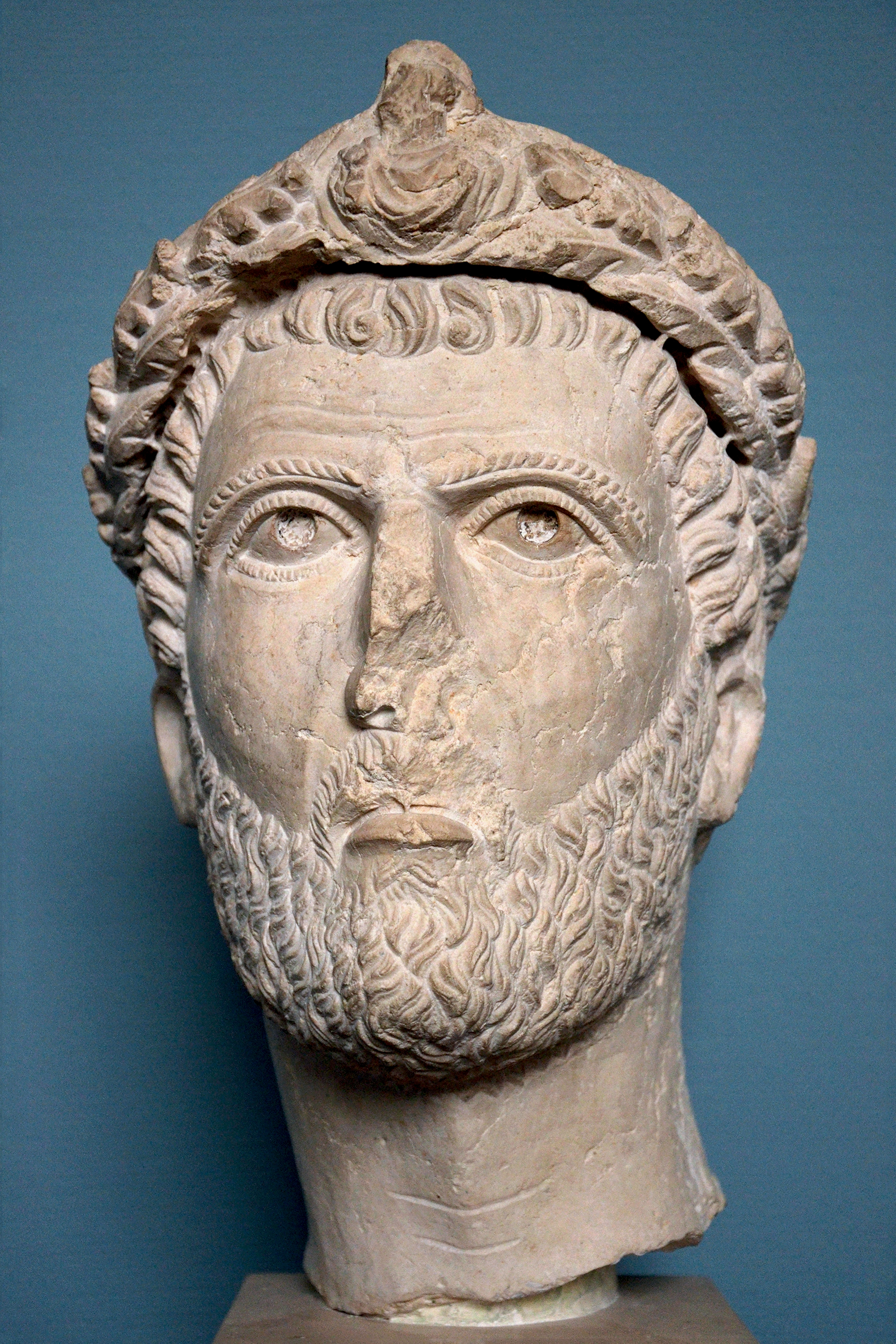
تمثال نصفي من الحجر الجيري محتمل لأذينة. نيويورك كارلسبرغ غليبتوتيك ، كوبنهاغن

كان تيمولاوس ابن أذينة من زوجته الثانية زنوبيا، حفيد هيران الأول، حفيد فابالاثوس، وحفيد ناصور. كان الأخ غير الشقيق لهيران الأول، ثمرة علاقة أذينة بزوجة سابقة. وكان له أيضًا أختان، لم يُعرف اسمهما. ومن المعروف أنهم تزوجوا على التوالي من الإمبراطور أوريليان (حكم في الفترة من 270 إلى 275) وأحد أعضاء مجلس الشيوخ الروماني. كان تيمولاوس أيضًا شقيق فابالاثوس وهيران الثاني وسيبتيموس أنطيوخس. تذكر له تاريخ أوغستا (HA) أن له أخًا آخر، هيروديان، الذي يُشكك في وجوده. يعتقد البعض أن هيروديان كان أحد أشكال اسم هيران الثاني.

## الحياة
هناك شكوك حول وجود تيمولاوس. يقترح بعض المؤلفين أنه قد يكون من نسج الخيال، فردًا مُختلقًا (اسمه المسجل هنا في شكل لاتيني، يحمل المتغير التدمري تجملات)، أو تحريفًا لاسم وهبلات. 
لا يُعرف شيء عن حياته، حيث ذُكر فقط في عام 267، في سياق جريمة قتل أذينة وهيران الأول. روايات الأحداث كثيرة، ولكن في إحداها، التي قدمها كتاب تاريخ أوغستا (الذي يستشهد أيضًا بروايتين أخريين)، كان قاتله معنيوس، ابن عم أو ابن أخ أذينة، الذي نفذ الجريمة بناءً على أمر زنوبيا. وفقًا للمصدر، استاءت زنوبيا من أن هيران الثاني (هيرينيان) وتيمولاوس كانا في مكانة أدنى من ابنها الروحي، ولذلك أمرت معنيوس بقتلهما.
يذكر كتاب تاريخ أوغستا أن زنوبيا تولت العرش نيابة عنهم، وألبستهم الأرجوان، كأباطرة، وقادتهم في الاجتماعات العامة التي حضرتها على هيئة ديدو، وسميراميس، وكليوباترا . يشير تاريخ أوغستا نفسه إلى أن كيفية وفاتهم غير مؤكدة ويقدم نسختين: في الأولى، قُتلوا على يد أورليان في وقت غزو إمبراطورية تدمر (272)؛ وفي الثانية، ماتوا لأسباب طبيعية، حيث كان لا يزال هناك في الوقت الذي كُتب فيه العمل (القرن الرابع)، أحفاد نبلاء لزنوبيا في روما.
ويؤكد تاريخ أوغستا أيضًا أن شغف تيمولاوس بالدراسات الرومانية كان كبيرًا لدرجة أنه في وقت قصير، زعم أنه حقق إعلان أستاذه في اللغات، الذي قال إنه كان قادرًا بالفعل على جعله أعظم علماء البلاغة اللاتينية.

## فهرس
- Southern، Pat (2008). Empress Zenobia Palmyra's Rebel Queen. London, NY: Continuum.
- Watson، Alaric (2004). Aurelian and the Third Century. New York; London: Routledge. ISBN:978-1-134-90815-8.
- Dodgeon، Michael H؛ Lieu، Samuel N. C. (2002). The Roman Eastern Frontier and the Persian Wars (Part I, 226–363 AD). London: Routledge. ISBN:0-415-00342-3.